# Kościół Narodzenia Najświętszej Maryi Panny w Brudzowicach
Kościół Narodzenia Najświętszej Maryi Panny – rzymskokatolicki kościół parafialny znajdujący się w Brudzowicach w powiecie będzińskim. Świątynia należy do parafii Narodzenia Najświętszej Maryi Panny w Brudzowicach w dekanacie siewierskim, diecezji sosnowieckiej.

## Historia kościoła
Parafia Narodzenia Najświętszej Maryi Panny w Brudzowicach została wyodrębniona z parafii św. Macieja Apostoła w Siewierzu 24 sierpnia 1977. Do czasu budowy kościoła potrzebom parafii służyła tymczasowa kaplica. 
Kościół parafialny wybudowany został w latach 1978–1981. Pozwolenie na budowę świątyni wydane zostało 22 czerwca 1978 i od razu przystąpiono do prac budowlanych. Projekt kościoła wykonał inżynier budownictwa Franciszek Kozłowski z Krakowa. 7 września 1978 ks. biskup Franciszek Musiel dokonał poświęcenia kamienia węgielnego. 4 grudnia 1978 odbyło się poświęcenie dolnego kościoła oraz odprawiono w nim pierwszą mszę świętą. Do świąt Bożego Narodzenia tego samego roku ukończono prace wykończeniowe w dolnym kościele, a 28 marca 1980 zakończono budowę wieży oraz mocowanie na niej 200-kilogramowego krzyża. Prace budowlane trwały do sierpnia 1980.
6 września 1981 kościół poświęcił ks. biskup Stefan Bareła. Od tego czasu wszystkie uroczystości odbywały się w kościele górnym.
Konsekrowany 4 września 1988 przez biskupa częstochowskiego Stanisława Nowaka. W czasie uroczystości w ścianę za ołtarzem wmurowano relikwie świętych.
W roku 1992 zakupiono do kościoła trzy dzwony, którym nadano imiona: Najświętsza Maryja Panna, Jan Paweł II i Edward.

## Opis kościoła
Kościół składa się z kościoła „dolnego” oraz „górnego”, oprócz nich budynek mieści salę katechetyczną, kancelarię i pomieszczenia magazynowe. Konstrukcja świątyni wykonana jest z żelbetu. Wieża, u podstawy trójkątna, wysoka jest na 22 metry.
W ołtarzu głównym umieszczony jest obraz Matka Boża Kosmiczna autorstwa malarza Andrzeja Kowalskiego z Katowic. Ten sam artysta jest autorem stacji drogi krzyżowej.